# اللاسلطوية في فنزويلا
لعبت اللاسلطوية في فنزويلا تاريخيًا دورًا هامشيًا في سياسة البلاد، حيث كانت دائمًا أصغر حجمًا وأقل تأثيرًا من الحركات المماثلة في معظم أنحاء أمريكا الجنوبية. ومع ذلك، كان لها تأثير معين على التطور الثقافي والسياسي للبلاد.
من ناحية أخرى، وفقًا لسلسلة من الدراسات الاستقصائية التي أجرتها شركة لاتينوباروميترو Latinobarómetro بين عامي 1998 و2010، حافظ سكان فنزويلا على وجهة النظر الأكثر إيجابية لسياسة الدولة مقارنة بدول أمريكا اللاتينية الأخرى. ورغم ارتفاع النسبة في جميع أنحاء حكومة هوغو شافيز، لكن أظهرت دراسة أجراها معهد دلفوس عام 2017 انخفاضًا في هذه القيم، ولكنها لم تصل بعد إلى مستويات ما قبل عام 1998.

## تاريخيًا
في أوائل عام 1810، أثناء المناقشات داخل الجمعية الوطنية بشأن مفهوم الفيدرالية، أعلن كوتو باول، متأثرًا بأعمال ويليام جودوين، الكلمات التالية ضد أولئك الذين رأوا الأفكار الفيدرالية لاسلطوية:
لاسلطوية سياسية! إنها الحرية التي تفكك أغلال الاستبداد. لاسلطوية سياسية! عندما لا تثق بها آلهة الضعفاء وتلعنها بشدة، أنحني لها على ركبتي. يا سادة! فلتقودنا اللاسلطوية إلى الكونجرس بهذه الشعلة المشتعلة من الغضب في أيدينا، وليت دخانها يُسمم أنصار النظام ويقودهم إلى اتباعها في الشوارع والساحات وهم يهتفون «الحرية!»
استوحى سيمون رودريغيز أيضًا من أفكار الاشتراكيين الطوباويين، وخاصة في مناهجهم التربوية. يعطي بعض اللاسلطويين تفسيرًا تحرريًا لفكرة رودريغيز عن التوباركيا، أي حكم المقاطعات المستقلة. بالنسبة لكل من ج.أ. كالزاديلا أرياسا، وسيمون رودريغيز «تسرق الكلمة من قاموس الإقطاع لتحويلها إلى مفهوم جمهوري وديمقراطي جديد، لم يعد الاسم يعني السيادة على المكان، بل المكان الذي يتمتع بقوة سكانه وإرادتهم».